# 南安阳郡
南安阳郡，中国南北朝时设置的郡。
北魏太和十年（486年），南安郡改名南安阳郡，治所在桓道县（今甘肃省陇西县东南），下辖桓道、中陶二县。《魏书·地理志》渭州记载“南安阳郡，领县二： 桓道、中陶。”西魏沿置，北周复名南安郡。